# Etienne De Wilde
Etienne De Wilde (n. 23 martie 1958, Wetteren, Flandra, Belgia) este un ciclist belgian, medaliat olimpic. A participat la 2 ediții ale Jocurilor Olimpice (1996, 2000) în care a câștigat o medalie de argint.